# مریم مقدم
مریم مقدم (زاده ۲۷ بهمن ۱۳۴۸) بازیگر، فیلم‌نامه‌نویس و کارگردان سینما و تلویزیون اهل ایران است که با نقش‌آفرینی در فیلم بلندی‌های صفر، در سال ۱۳۷۲ برای اولین‌بار به سینمای ایران معرفی شد.

## زندگی‌نامه
مریم مقدم زاده ۱۳۴۸ در تهران است. وی در سوئد ابتدا در رشته علوم سیاسی تحصیل کرد ولی به دلیل علاقه‌اش به کارگردانی، تحصیل در رشته علوم سیاسی را ناتمام رها کرد و به کارگردانی تغییر رشته داد. وی فارغ‌التحصیل از مدرسه بین‌المللی هنرهای نمایشی گوتبرگ در سوئد بوده و از سال ۱۳۸۴ تا ۱۳۹۰ بازیگر تئاتر ملی سوئد بوده است. کتاب «سه روز با برگمان» و «ضحاک» را به فارسی ترجمه کرده است. بازی در سینما را از سال ۱۳۷۲ با «بلندی‌های صفر» به کارگردانی حسینعلی لیالستانی آغاز کرد. سپس در فیلم‌های سینما، سینماست (۱۳۷۵) و چریکه هورام (۱۳۷۸) و مجموعه تلویزیونی با من بمان بازی کرد. وی مقیم سوئد است.

## فیلم‌شناسی

### سینمایی
| سال  | عنوان              | نقش                | کارگردان                   |
| ---- | ------------------ | ------------------ | -------------------------- |
| ۱۳۷۲ | بلندی‌های صفر       | مهتاب              | حسینعلی لیالستانی          |
| ۱۳۷۶ | سینما سینماست      |                    | سید ضیاءالدین دری          |
| ۱۳۷۸ | چریکه هورام        |                    | فرهاد مهران‌فر              |
| ۱۳۸۱ | سکوت بین دو فکر    |                    | بابک پیامی                 |
| ۱۳۸۳ | مواجهه             |                    | سعید ابراهیمی‌فر            |
| ۱۳۹۱ | پرده               | ملیکا              | جعفر پناهی، کامبوزیا پرتوی |
| ۱۳۹۳ | احتمال باران اسیدی | مهسا اقبالی        | بهتاش صناعی‌ها              |
| ۱۳۹۵ | برگ جان            |                    | ابراهیم مختاری             |
| ۱۳۹۶ | موریانه            |                    | مسعود حاتمی                |
| ۱۳۹۸ | قصیده گاو سفید     | مینا               | بهتاش صناعی‌ها              |
| ۱۴۰۳ | کیک محبوب من       | کارگردان و نویسنده | بهتاش صناعی‌ها              |

#### کارگردانی
- دیپلماسی شکست‌ناپذیر آقای نادری، به کارگردانی مریم مقدم و بهتاش صناعی‌ها (۱۳۹۴)
- کیک محبوب من، به کارگردانی مریم مقدم و بهتاش صناعی‌ها (۱۴۰۳)

### تلویزیونی
- Fallet (سوئد)
- با من بمان (حمید لبخنده، ۱۳۸۰)
- چهارگاه (بیژن میرباقری، ۱۳۹۶)

## جوایز
| جشنواره                                              | قسمت                        | نامزد                                   | نتیجه     | جایزه                             |
| ---------------------------------------------------- | --------------------------- | --------------------------------------- | --------- | --------------------------------- |
| سی و سومین جشنواره فیلم فجر (نگاه نو)                | بهترین فیلم‌نامه             | مریم مقدم - بهتاش صناعی‌ها               | برنده     | دیپلم افتخار بهترین فیلم‌نامه اصلی |
| جشنواره سینما حقیقت (هنر و تجربه)                    | بهترین فیلم                 | مریم مقدم - بهتاش صناعی‌ها               | برنده     | تندیس بهترین فیلم                 |
| جشن دنیای تصویر                                      | بهترین مستند سال            | مریم مقدم - بهتاش صناعی‌ها               | برنده     | تندیس بهترین مستند                |
| جشنواره فیلم پراگ                                    | بهترین فیلم مستند           | مریم مقدم - بهتاش صناعی‌ها               | برنده     | تندیس بهترین مستند                |
| «سودای سیمرغ» سی و هشتمین جشنواره فیلم فجر           | نامزدهای بهترین نقش اصلی زن | مریم مقدم                               | نامزدشده  | -                                 |
| «سودای سیمرغ» سی و هشتمین جشنواره فیلم فجر           | نامزدهای بهترین فیلم‌نامه    | مریم مقدم-بهتاش صناعی‌ها- مهرداد کورش‌نیا | نامزدشده  | -                                 |
| چهاردهمین جشن بزرگ منتقدان و نویسندگان سینمایی ایران | بهترین بازیگر نقش اول زن    | مریم مقدم                               | نامزد شده | -                                 |